# Клюєв Микола Олексійович
Мико́ла Олексі́йович Клю́єв (рос. Николай Алексеевич Клюев, нар. 10 (22) жовтня 1884, село Коштуги, Олонецька губернія — пом. між 22 і 25 жовтня 1937, Томськ, розстріляний) — російський поет, представник так званого новоселянського напряму в російській поезії XX століття. Розстріляний за ухвалою трійки НКВС у 1937 році.

## Біографія
Народився 10 (22) жовтня 1887 р. в селі Коштуг Витегорського повіту Олонецької губернії (нині в Карелії) у селянській родині. У 1893 - 95 вчився у церковно-парафіяльній школі, потім у двокласному міському училищі, після закінчення якого протягом року навчався у Петрозаводській фельдшерській школі. Пішов через хворобу.
На початку XX ст. із земляками, що збували в столиці рибу та хутра, поїхав на заробітки до Петербурга.
Одночасно у 1904 почав писати вірші у традиціях «новоселянської поезії». Брав участь у революційних подіях 1905—1907 років, неодноразово заарештовувався за агітацію селян і за відмову від армійської присяги. Відбував покарання в 1906 протягом шести місяців спочатку у Витегорській, потім у Петрозаводській в'язниці, після чого за ним було встановлено негласний нагляд поліції.
Після звільнення продовжував нелегальну діяльність, зблизився з революційною народницькою інтелігенцією. Нові знайомства допомогли опублікувати його вірші на сторінках столичного журналу «Трудовий шлях», незабаром забороненого за антиурядову спрямованість.
Восени 1907 р. Клюєв був призваний на військову службу, але, слідуючи своїм релігійним переконанням, відмовився брати в руки зброю; під арештом його привозять до Петербурга і поміщають до шпиталю, де лікарі знаходять його непридатним до військової служби, і він їде до села. У цей час він зав'язує листування з А. Блоком (проблема відносин інтелігенції та народу — з різних полюсів — займала обох, і це спілкування було важливим і значущим).
1911 року вийшла перша збірка віршів — «Сосен передзвiн».
За сприяння А. Блока вірші Клюєва друкувались в журналах "Золоте руно", "Нова земля" та ін.

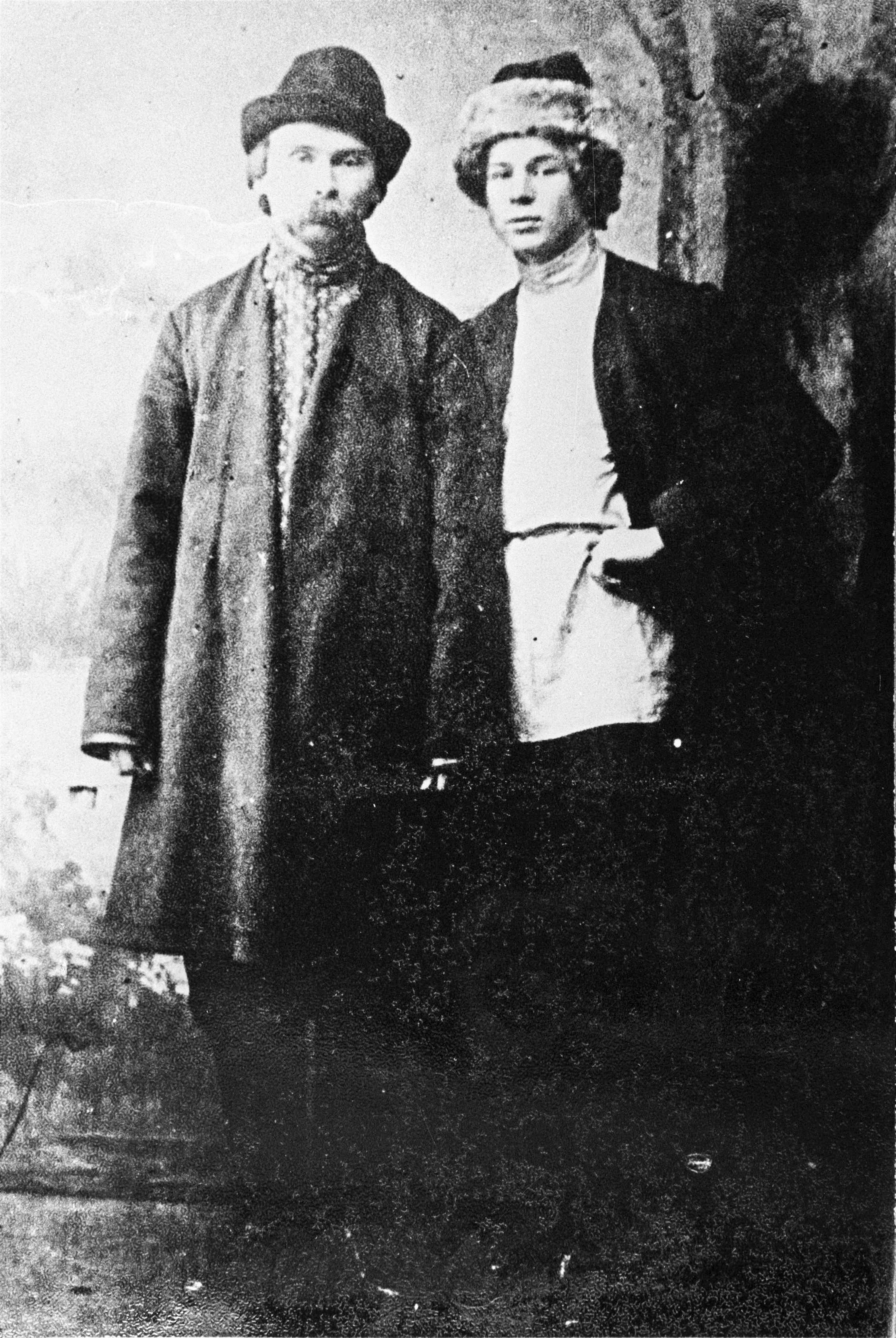
з Сергієм Єсеніним, 1915

Миколу Клюєва пов'язували складні стосунки з Сергієм Єсеніним. У 1915—1916 роках вони часто разом виступали з віршами на публіці, надалі їхні шляхи кілька разів сходилися і розходилися. Також існують свідчення про сексуальний зв'язок між ними .

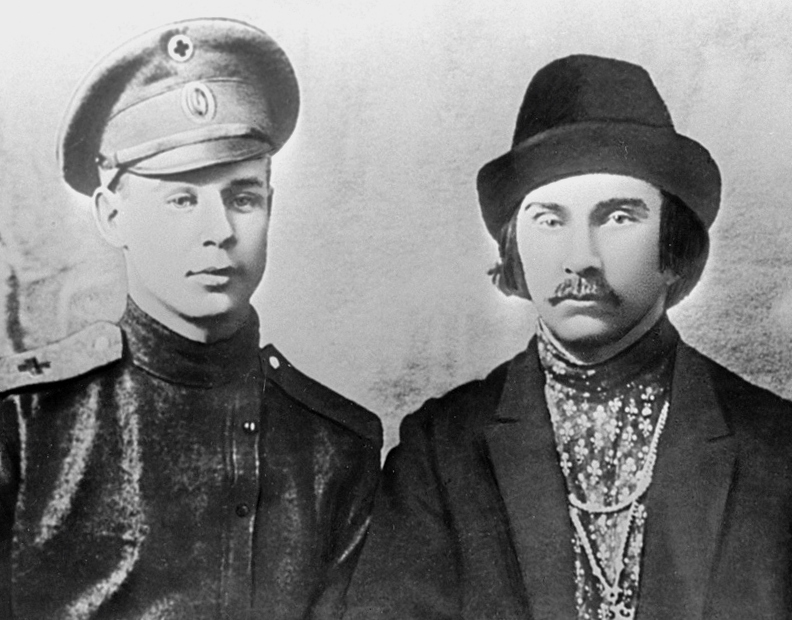

Після кількох років голодних мандрівок близько 1922 року Клюєв знову з'явився в Петрограді і Москві, його нові книги були піддані різкій критиці та вилучені з обігу. 1922 року вийшла стаття Л.Троцького (1922) де він був названий "куркульським поетом". З 1923 року Клюєв жив у Ленінграді.
У 1928 році вийшла остання збірка його віршів «Хата і поле».
З 1931 жив в Москві, але шлях до літератури для нього був закритий: все, що він писав, відхилялось редакціями.

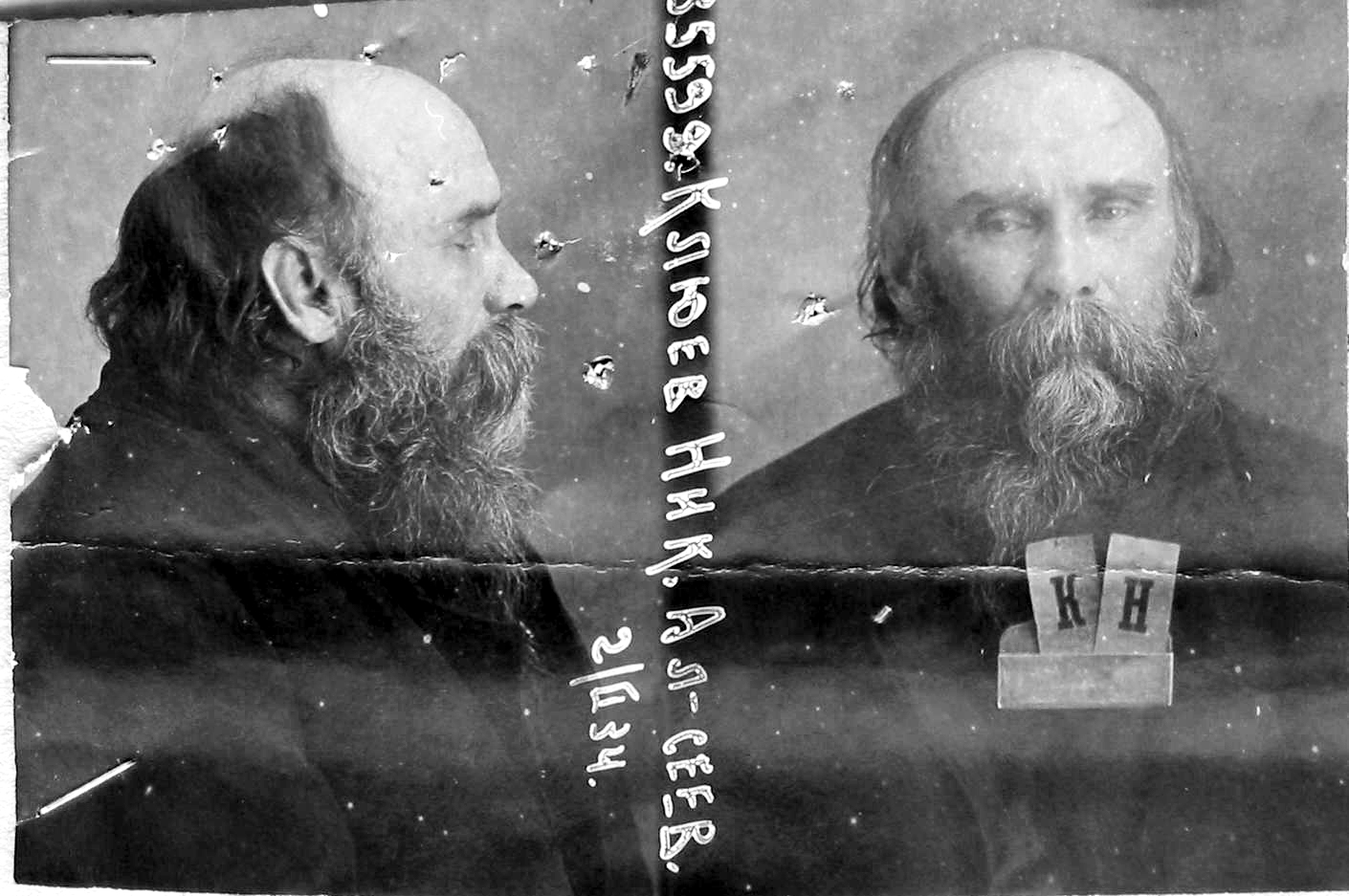
1934

2 лютого 1934 року був заарештований у своїй московській квартирі за адресою: Гранатний провулок, будинок 12, за звинуваченням у «складання та поширенні контрреволюційних літературних творів» (стаття 58, частина 10 КК РРФСР). 5 березня є після суду Особливої наради висланий до Наримського округу, в Колпашеве. Восени того ж року за клопотанням артистки Н. А. Обухової, С. А. Кличкова і, можливо, Максима Горького переведений до Томська (на шляху до заслання Клюєв вже відвідував Томськ, чекаючи в одній з місцевих в'язниць переправки в Колпашеве).
5 червня 1937 року в Томську Клюєв був знову заарештований і 13 жовтня того ж року на засіданні трійки управління НКВС Новосибірської області засуджений до розстрілу у справі про організацію «Союз порятунку Росії», насправді вигаданого чекістами. Був розстріляний в Томську 23—25 жовтня 1937 року.
Реабілітований в 1957 році, проте перша посмертна книга вийшла лише в 1977 році.

## Творчість

### Поетичні збірки
- 1912 — «Сосен передзвін» (рос. Сосен перезвон)
- 1912 — «Братські пісні» (рос. Братские песни)
- 1913 — «Лісові билі» (рос. Лесные были)
- 1916 — «Мирські думи» (рос. Мирские думы)
- 1919 — «Піснеслов» (рос. Песнослов)
- 1919 — «Мідний кит» (рос. Медный кит)
- 1922 — «Левиний хліб» (рос. Львиный хлеб)
- 1924 — «Ленін. Вірші» (рос. Ленин. Стихи)
- 1928 — «Хата і поле» (рос. Изба и поле)
- 1934 — «Розруха» (рос. Разруха) — незавершений цикл віршів.

### Поеми
- 1922 — «Четвертий Рим» (рос. Четвертый Рим)
- 1922 — «Мати Субота» (рос. Мать Суббота)
- 1926 — «Плач за Сергієм Єсеніним» (рос. Плач о Сергее Есенине)
- 1926 — «Село» (рос. Деревня)
- 1926 — «Заозер'я» (рос. Заозерье)
- 1928 — «Погорільщина» (рос. Погорельщина)
- 1929 — «Каїн» (рос. Каин) — незавершена поема.
- 1934 — «Пісня про Велику Матір» (рос. Песнь о Великой Матери)
- 1934–1937 — «Кремль» (рос. Кремль)

## Цікаве
Він був першим відомим гомосексуалом що постраждав від радянських репресій .